# Călugăreni (okręg Harghita)
Călugăreni (węg. Homoródremete) – wieś w Rumunii, w okręgu Harghita, w gminie Mărtiniș. W 2011 roku liczyła 53 mieszkańców.